# بيل كلارك (لاعب اتحاد الرغبي)
بيل كلارك (بالإنجليزية: Bill Clark)‏ هو لاعب اتحاد الرغبي نيوزيلندي، ولد في 16 نوفمبر 1929 في Motueka ‏ في نيوزيلندا، وتوفي في 3 يونيو 2010 في مدينة نيلسون في نيوزيلندا.